# Stenocercus trachycephalus
Stenocercus trachycephalus là một loài thằn lằn trong họ Tropiduridae. Loài này được Duméril mô tả khoa học đầu tiên năm 1851.